# Frank Stallone Sr.
Francesco Stallone Sr., mer känd som Frank Stallone, född 12 september 1919 i Gioia del Colle på Apulien i Italien, död 11 juli 2011 i Wellington, Florida, var en italiensk-amerikansk frisör, hästpoloentusiast, skribent och enstaka skådespelare. Han var far till skådespelaren Sylvester Stallone och skådespelaren och sångaren Frank Stallone som han fick tillsammans med ex-hustrun Jackie Stallone.
Stallone dog i sitt hem i Wellington, Florida den 11 juli 2011 efter att ha kämpat mot prostatacancer. Han blev 91 år gammal.